# The Greenwood Encyclopedia of Science Fiction and Fantasy
The Greenwood Encyclopedia of Science Fiction and Fantasy: Themes, Works, and Wonders est un ouvrage de référence en anglais sur la science-fiction et la fantasy, publié en 2005 par Greenwood Press. Il est édité par Gary Westfahl et se compose de trois volumes de 200 entrées chacun. Les deux premiers volumes contiennent des entrées organisées par thèmes, tels que « Aliens in Space », « Asia » ou « Rats and Mice », tandis que le troisième volume répertorie des œuvres telles que des romans et des films considérés comme déterminants pour les genres science-fiction et fantasy.
Les critiques du travail sont mitigées, la plupart des critiques parlent de cette encyclopédie comme d'un effort louable, mais critiquent le travail comme incomplet et excessivement cher (349,95 $).

## Contenu
Le périmètre de The Greenwood Encyclopedia of Science Fiction and Fantasy a été définie dès le début comme 600 entrées écrites par un certain nombre d'auteurs différents, allant des spécialistes établis aux doctorants,. Il se compose de trois volumes de 200 entrées chacun, les deux premiers contenant des entrées sur des thèmes et le dernier se concentrant sur des romans, des films et des séries télévisées sélectionnés. Chaque entrée compte environ 800 mots. Les thèmes vont des « extraterrestres dans l'espace » ou des « dragons » attendus, à des thèmes moins attendus tels que « nourriture et boisson » ou « rats et souris », à ceux critiqués par certains critiques comme probablement inutiles, tels que « Noël » ou « eschatologie »,.

## Réception
Peu de temps après sa sortie, en 2005, Donald M. Hassler passe en revue The Greenwood Encyclopedia of Science Fiction and Fantasy pour la revue académiqueExtrapolation . Il fait l'éloge de l'esthétique de l'œuvre, notant que l'ensemble est « magnifiquement relié dans des planches qui ressemblent à des couvertures de magazines pulp ». Il trouve les volumes « utiles et amusants » mais aussi « idiosyncrasiques » en ce qui concerne la sélection des sujets, concluant que malgré la consultation professée avec d'autres experts sur le contenu « certains thèmes plutôt que d'autres ont hanté Westfahl lui-même ». Il observe que le dernier volume, axé sur les ouvrages, semble être biaisé en faveur des classiques du XIXe siècle. Il note l'omission d'entrées sur des œuvres plus récentes telles que Dhalgren, Mission of Gravity, The End of Eternity ou The Gods Themselves . Reconnaissant que les goûts subjectifs des éditeurs ont considérablement influencé le choix des sujets, il conclut que l'œuvre est l'une des « stars de l'université en expansion des études de science-fiction ».
Aaron Parrett, examinant ce travail pour les études de science-fiction en 2006, explique qu'il est trop limité dans sa portée et « reflète l'état idiosyncrasique » de son éditeur, critiquant le choix du terme encyclopédie dans le nom du livre comme trompeur. Il reproche au comité de rédaction de Greenwood d'avoir « contrecarré une étude solide d'un champ littéraire » en limitant ce projet à 600 entrées, d'autant plus que le livre mêle déjà deux genres (science-fiction et fantastique). En ce qui concerne le contenu réel, il critique le travail comme manquant de nombreuses entrées qu'il perçoit comme cruciales (ex. Histoires étonnantes, histoires étonnantes . Galaxy Science Fiction, Jurassic Park, Minority Report, THX 1138, Twin Peaks ), tout en ayant des entrées inutiles sur des sujets tels que « Christianisme » ou « Noël ». Pour les entrées existantes, il soutient que beaucoup ne sont pas non plus exhaustives, par exemple en soulignant que l'entrée sur Les Simpsons ne mentionne pas les extraterrestres résidents de l'émission, Kang et Kodos. Il a en outre observé que le livre est principalement axé sur la fantaisie, plutôt que sur la science-fiction, et appelle l'ensemble du projet un « échantillonneur » du canon littéraire pertinent plutôt qu'une véritable encyclopédie. Il a noté qu'« il y a beaucoup de choses à apprécier et à savourer », soulignant un certain nombre d'entrées « délicieuses », et a conclu en se résignant au fait que, par défaut, tout projet encyclopédique « qui vise quelque chose de moins [que tout] sera être inévitablement limité dans sa portée ».
Will Slocombe, examinant l'encyclopédie pour l'English Association la même année, écrit que le projet était trop ambitieux pour sa taille limitée, et souligne que l'attribution d'à peu près le même nombre de mots à toutes les entrées n'était pas juste pour des sujets plus complexes (en comparant, par exemple, des entrées sur « Aliens in Space » à « Rats and Mice »), qui échouent donc souvent « à fournir suffisamment de profondeur ». Dans ce sens, il observe que le choix éditorial de ne pas avoir d'entrées sur les auteurs, bien que justifiable, renforce encore le manque d'exhaustivité visible de cette encyclopédie. Il a néanmoins reconnu que « la qualité générale des entrées est bonne », et salué « les articles à thématique géographique » sur différentes parties du monde, comme « l'Asie » ou le « Pacifique Sud », ainsi que ceux sur des sujets de niche des sujets, tels que les « rats et souris », bien qu'il ait également averti que leur inclusion peut parfois rendre l'œuvre « trop éphémère ». Il conclut que le coût du travail est également probablement trop prohibitif pour la plupart des lecteurs, mais a trouvé le travail une « inclusion utile dans une section de référence de bibliothèque », qualifiant le travail de « pas entièrement réussi mais... une tentative intéressante et engageante ».
Toujours en 2006, Keith MC O'Sullivan passe en revue les ouvrages pour les revues de référence . Il remarque qu'en essayant de couvrir à la fois les genres de science-fiction et de fantasy, l'encyclopédie est « un peu trop étendue ». Il trouve l'organisation générale de ce travail « assez impressionnante », bien qu'il ait trouvé le manque de cohérence entre les entrées de différents auteurs regrettable, si attendu. Il trouve les entrées elles-mêmes « bien documentées », bien qu'il ait également noté qu'il y a parfois des « oublis surprenants », et plusieurs entrées moins qualitatives ne font que résumer l'intrigue des œuvres décrites. Il observe que, malheureusement, en raison des limites d'espace et d'organisation, certaines œuvres plus courtes mais néanmoins importantes ont été omises des 200 entrées du canon ; ici, il énumère des omissions telles que The Stone Tape , I Sing the Body Electric, Comical History of the States and Empires of the Moon, Being John Malkovich, et l'intégralité des œuvres de HP Lovecraft. Il conclut que le « prix élevé » de l'ouvrage le rend peu susceptible d'être utile aux lecteurs individuels en dehors des bibliothèques, et conclut en écrivant qu'« avec de nombreuses réserves, c'est un effort courageux, bien documenté et substantiel, et un outil de référence utile sinon parfait ».
Steven J. Corvi, passant en revue l'Encyclopédie Greenwood pour The Journal of Popular Culture en 2007, remarque aussi que le livre est trop cher (349,95 $) et qu'il est donc peu accessible à la plupart des lecteurs occasionnels. Deuxièmement, il critique «l'organisation lourde» du travail, notant que, comme on pouvait s'y attendre de ce type de travail avec une multitude de co-auteurs, «les entrées varient en utilité et en qualité». De plus, il observe que l'œuvre manque également de certaines entrées « essentielles », en particulier dans le domaine des films influents. Néanmoins, il conclut que « ces défauts ne compensent pas l'utilité de ce travail », et qu'il s'agit « d'un outil essentiel pour les étudiants qui rédigent des essais thématiques » et les enseignants qui planifient des cours pertinents. Il note également que l'existence même de cette encyclopédie pouvait aider à « créer une légitimité intellectuelle » pour ces genres.
La critique la plus courante que la plupart des critiques ont indépendamment notée est que de nombreuses entrées introduisent des sujets - thèmes, œuvres, personnes (ex. Chinua Achebe ) – qui semblent importants et que les lecteurs voudront peut-être approfondir, mais qui ne sont que mentionnés sana avoir d'entrées indépendantes,,,.